# 서울문백초등학교
서울문백초등학교(文百初等學校)는 대한민국 서울특별시 금천구에 있는 공립 초등학교이다.

## 학교 연혁
- 1981년 7월 13일: 서울문백국민학교 설립 인가
- 1981년 8월 15일: 초대 강의석 교장 취임
- 1981년 9월 7일: 서울백산국민학교 836명 / 서울시흥국민학교 564명, 합계 1,400명 인수 23학급 편성
- 1981년 9월 18일: 서울문백국민학교 개교
- 1996년 3월 1일: 서울문백초등학교로 교명 개칭
- 2013년 2월 15일: 제31회 졸업식 139명(남 79명, 여 60명)
- 2013년 2월 20일: 금천구지정 드림학교 선정
- 2013년 3월 8일: 자전거 문화 활성화 학교 서넝
- 2013년 5월 17일: 지리산 둘레길 도보답사 (학생 ・ 교사 86명)
- 2013년 6월 15일: 1학기 가족나들이(양평, 67가족 134명)
- 2013년 8월 24일: 2학기 가족나들이(부여 ・공주, 75가족 14명)
- 2013년 10월 2일: 문백 한마음 운동회
- 2014년 2월 14일: 제32회 졸업식 112명(남 53명, 여 59명)
- 2014년 2월 27일: 초등돌봄 겸용교실 추가(난방 및 가스공사)
- 2014년 3월 2일: 금천구 드림학교 지정
- 2014년 4월 12일: 1학기 가족 나들이
- 2014년 7월 15일: 찾아가는 클래식 연주회
- 2014년 9월 13일: 2학기 가족 나들이
- 2014년 11월 11일: 종합발표회
- 2014년 12월 30일: 방과후학교 운영 우수학교 교육장 표창
- 2015년 2월 13일: 제33회 졸업식 103명
- 2015년 4월 30일: 금천구 드림학교 지정
- 2015년 7월 8일: 종합발표회
- 2015년 9월 5일: 문백 가족 나들이(안산)
- 2015년 9월 10일: 운동장 스탠드 캐노피 공사
- 2015년 9월 17일: 문백 한마음 운동회
- 2015년 9월 18일: 백두대간 도보체험(선자령)
- 2015년 12월 30일: 정보교육 운영 우수학교 교육감 표창
- 2016년 2월 17일: 제34회 졸업식 113명
- 2016년 3월 2일: SW 선도학교 지정, 금천구 드림학교 지정
- 2016년 4월 9일: 문백 가족 나들이(홍성)
- 2016년 6월 3일~6월 4일: 백두대간 도보체험(태백산)
- 2016년 9월 1일: 제12대 고대석 교장선생님 부임
- 2016년 12월 26일: 체험중심 진로교육 우수학교 교육감 표창
- 2017년 2월 15일: 제23회 졸업식 131명
- 2021년 9월 18일: 개교 40주년

## 참고 자료
- 서울문백초등학교 - 한국교육학술정보원 학교알리미